# Лихачёв, Виталий Викторович
Виталий Викторович Лихачёв (род. 22 февраля 1964, Волгоград) — российский политический деятель. Депутат Государственной Думы Федерального собрания Российской Федерации VIII созыва. Глава города Волгограда (2018—2021). Депутат Волгоградской областной Думы третьего (2005—2009) и четвёртого (с 2009 года) созывов, а в 2005—2009 годах и её председатель.
Из-за вторжения России на Украину, находится под международными санкциями Евросоюза, США, Великобритании и ряда других стран

## Биография
Родился 22 февраля 1964 года в Волгограде.
Окончил факультет электрификации Волгоградского сельскохозяйственного института в 1986 году по специальности — «электрификация сельского хозяйства» (квалификация — «инженер») и факультет экономики Волгоградской государственной архитектурно-строительной академии в 1999 году по специальности «экономика и управление на предприятиях в строительстве» (квалификация — «экономист»).
В 1995 году назначен исполнительным директором ОАО «Хлебокомбинат Волжский». В 1997 году решением собрания акционеров избран генеральным директором этого предприятия. При участии бывшего главы Волгограда Юрия Чехова в 2003 году создал «Волжскую агропромышленную компанию».

## Политическая деятельность

### Волгоградской областная дума
Третий созыв

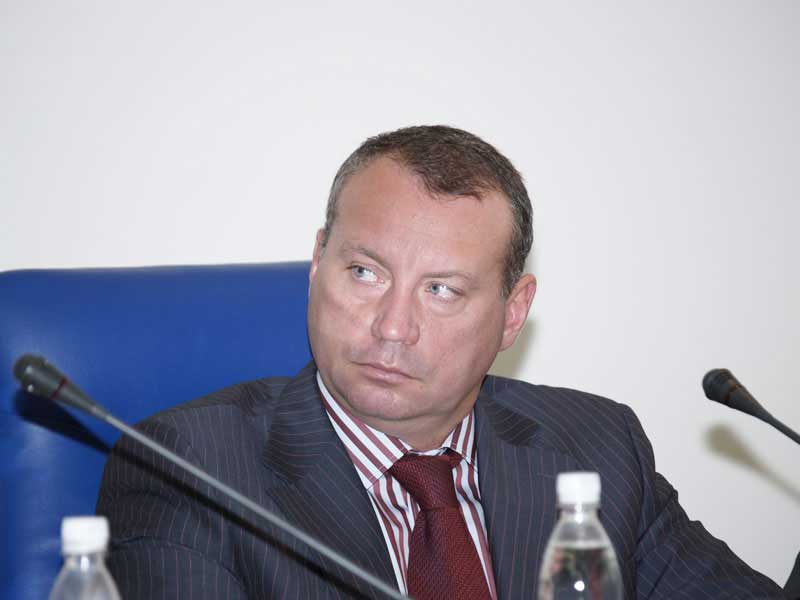
Первый заместитель председателя Волгоградской областной Думы

В декабре 2003 года избран депутатом Волгоградской областной Думы III созыва, был вице-спикером.
21 апреля 2005 года областная Дума по инициативе фракций «Единая Россия», ЛДПР и ряда независимых депутатов, приняла решение о снятии Романа Гребенникова с поста председателя Думы; мотивом послужило якобы лоббирование интересов КПРФ. Для этого заранее был изменён регламент Думы — количество голосов, необходимых для принятия такого решения уменьшено с двух третей до простого большинства. Центральный районный и Волгоградский областной суд отклонили жалобу Гребенникова, оспаривавшего такое решение; однако президиум областного суда 2 декабря признал постановление Думы незаконным. В итоге 8 декабря 2005 года 25 депутатов из 26 присутствовавших проголосовали за освобождение Романа Гребенникова от должности председателя думы задним числом — с 26 апреля 2005 года, то есть со дня избрания спикером Виталия Лихачева. Должность председателя сохранил до следующих выборов в 2009 году.
15 сентября 2006 года по рекомендации Генерального Совета Всероссийской политической партии «Единая Россия» избран секретарем Волгоградского регионального отделения. Возглавлял региональное отделение в 2006—2009 годах.
Четвёртый созыв
В Волгоградской областной Думе IV созыва избран первым заместителем председателя Волгоградской областной Думы.
С 1 сентября 2010 года, после ухода Владимира Кабанова исполнял обязанности председателя Думы. 23 сентября 2010 года председателем Волгоградской областной Думы избран Владимир Ефимов.

### Вице-губернатор Волгоградской области
Являлся вице-губернатором Волгоградской области и руководителем аппарата губернатора.

### Глава администрации Волгограда
| Место в национальном рейтинге мэров, составляемом центром информационных коммуникаций «Рейтинг» совместно с Финансовым университетом при Правительстве РФ | Место в национальном рейтинге мэров, составляемом центром информационных коммуникаций «Рейтинг» совместно с Финансовым университетом при Правительстве РФ | Место в национальном рейтинге мэров, составляемом центром информационных коммуникаций «Рейтинг» совместно с Финансовым университетом при Правительстве РФ |
| период | место из 88 | источник |
| --- | --- | --- |
| 2016 | 85 | [ 8 ] |
| январь — март 2017 | ▼ 86 | [ 9 ] |
| апрель — май 2017 | ▲ 85 | [ 10 ] |
| июнь — июль 2017 | ▼ 87 | [ 11 ] |
| август — сентябрь 2017 | ▲ 85 | [ 12 ] |
| октябрь — ноябрь 2017 | ▲ 83 | [ 13 ] |
| 2017 | ▼ 87 | [ 14 ] |
| январь — март 2018 | ▲ 84 | [ 15 ] |
| апрель — май 2018 | ▬ 84 | [ 16 ] |
| июнь — июль 2018 | ▼ 85 | [ 17 ] |
| август — сентябрь 2018 | ▲ 79 | [ 18 ] |
| октябрь — ноябрь 2018 | ▼ 81 | [ 19 ] |
| январь — март 2019 | ▲ 80 | [ 20 ] |
| апрель — май 2019 | ▼ 81 | [ 21 ] |
| июнь — июль 2019 | ▼ 86 | [ 22 ] |
| август — сентябрь 2019 | ▲ 78 | [ 23 ] |
| октябрь — ноябрь 2019 | ▼ 84 | [ 24 ] |
| январь — март 2020 | ▲ 82 | [ 25 ] |
| апрель — май 2020 | ▲ 79 | [ 26 ] |
| июнь — июль 2020 | ▲ 75 | [ 27 ] |
| август — ноябрь 2020 | ▲ 71 | [ 28 ] |
| январь — март 2021 | ▲ 67 | [ 29 ] |
| апрель — май 2021 | ▼ 75 | [ 30 ] |
| август — сентябрь 2021 | ▲ 68 | [ 31 ] |

Исполнял обязанности главы администрации города Волгограда (так называемый «сити-менеджер») с 29 июня 2016 года, после ухода в отставку Александра Чунакова. 22 июля 2016 года был избран на должность главы администрации Волгограда.
В марте 2017 года Алексей Навальный в рамках своей президентской кампании посетил Волгоград. Открытие избирательного штаба было отмечено потасовкой, которой, по заявлению самого Навального, на месте руководил Виталий Лихачёв. Ряд экспертов поддерживают такую точку зрения. Сам Виталий Лихачёв никак не прокомментировал данное высказывание.
С 15 апреля 2017 года прекратил работу маршрут троллейбуса № 18, что вызвало недовольство жителей Кировского района.
Летом 2017 года в рамках подготовки к Чемпионату мира по футболу 2018 года власти города вырубили «Парк Вдов» у подножия Мамаева кургана для строительства автомобильной парковки. Парк был основан горожанами в 1965 году, когда жители стали высаживать деревья в память о своих родственниках, погибших в Сталинградской битве. Ситуация получила широкую огласку на федеральном уровне. При этом власти города отрицали существование парка.
По мнению политолога Андрея Серенко, «работа на посту „сити-менеджера“ Волгограда серьёзно изменила Лихачёва — по крайней мере, его публичное поведение. Ещё недавно словоохотливый лидер местных единороссов и спикер областного заксобрания, не лезший в карман за словом, был любимцем журналистов. Однако вот уже год Лихачёв ведёт жизнь затворника и молчальника — его не видят и не слышат ни СМИ, ни горожане. Иногда о существовании „сити-менеджера“ в областном центре можно лишь догадываться по каким-то вторичным информационным признакам. И в этом молчании при желании также можно рассмотреть трагический образ Лихачёва, из которого он, то ли не хочет, то ли не может выйти».

### Глава Волгограда

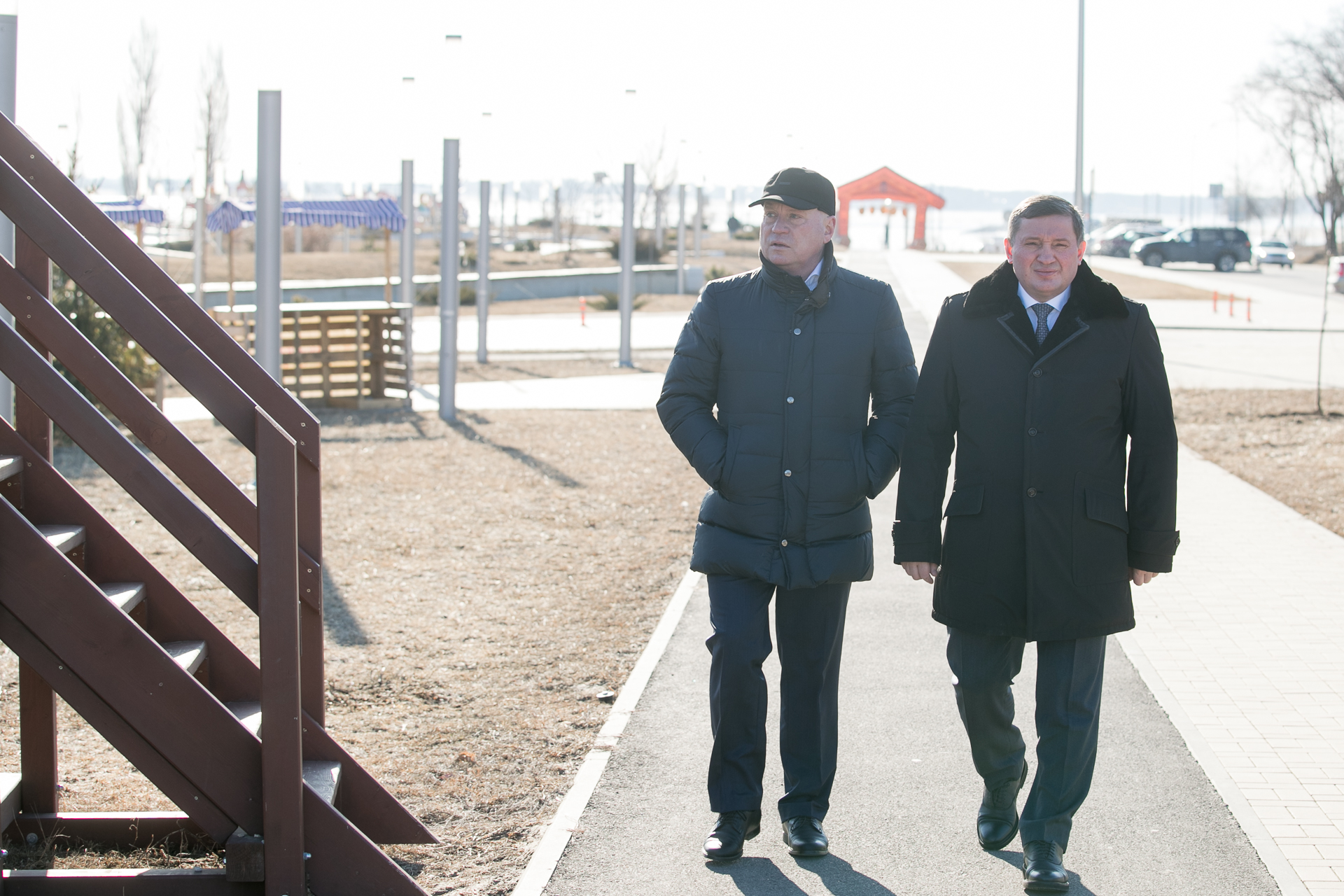
«Виталия Лихачёва сложно назвать самостоятельной политической фигурой. В местном политическом и экспертном сообществе укрепилась (и небезосновательно) точка зрения, что ключевые решения по вопросам региональной столицы принимаются исключительно губернатором Андреем Бочаровым, а при обнародовании этих решений Лихачёв лишь стоит „по стойке смирно“ рядом с главой области. Порой складывается впечатление, что волгоградский градоначальник принял «обет молчания», что вряд ли можно считать нормальным для чиновника такого уровня».

Осенью 2017 года в устав города были внесены изменения, упразднившие отдельную должность главы администрации. Ранее депутаты городской думы избирали главу Волгограда из числа самих депутатов, при этом должность главы города совмещалась с должностью председателя городской думы (оба поста занимал Андрей Косолапов). После состоявшихся 9 сентября 2018 года выборов в городскую думу конкурсная комиссия выдвинула четырех претендентов на пост главы города, которые были предварительно отобраны комиссией на основании заявок, поданных жителями города. 19 сентября 2018 года Волгоградская городская дума избрала главой Волгограда Виталия Лихачева.
В апреле 2019 года на Первом канале был показан сюжет о проблемах с мусорными свалками вокруг Волгограда, а местные власти не могут с этим ничего сделать. Горы мусора располагались в непосредственной близости от федерального памятника «Лысая гора». Впоследствии прокуратура неоднократно выявляла нарушения в части несанкционированных свалок, в сентябре 2020 года в адрес главы города Виталия Лихачёва было внесено представление об устранении нарушений законодательства. По искам прокуратуры суд принимал решения о ликвидации свалов. Позднее некоторые решения были отменены.
В 2020 году прокурорская проверка установила, что городская администрация незаконно выдала разрешение на строительство фудкорта в центре Волгограда. Собственником здания оказалась супруга председателя Волгоградской городской думы Владлена Колесникова. Администрация никаких мер в связи с этим не приняла, после чего прокуратура обратилась в суд с требованием о сносе здания.
1 июля 2020 года был закрыт трамвайный маршрут № 1, что вызвало недовольство жителей города, которые обратились в прокуратуру с жалобой на действия чиновников. По результатам прокурорской проверки от администрации потребовали восстановления движения трамваев на маршруте. 14 декабря 2020 года маршрут возобновил работу.
В ноябре 2020 года Илья Варламов обратил внимание на подготовленное Волгоградским штабом Навального расследование о госзакупках детских площадок администрацией города. По их мнению, с которым согласился Варламов, технические задания по закупком были написаны таким образом, чтобы обеспечить победу конкретного участника: «Только за последние три года этот коррупционный картель по всему городу разделил между собой около 68 миллионов рублей. В этих закупках уполномоченным органом указана администрация Волгограда. <…> контракты часто заключаются с единственным поставщиком по завышенным ценам».
30 апреля 2021 года микроавтобус с детской баскетбольной командой из Волгограда попал в аварию, в результате погибло 5 детей, 6 детей и 1 взрослый получили тяжелые травмы. По результатам проверки прокуратурой внесено представление в адрес главы Волгограда Виталия Лихачева. Ведомство потребовало от него принять меры к устранению нарушений законодательства и провести дополнительные мероприятия по обеспечению безопасности при организации перевозок детей.
Весной 2021 года стало известно о планах администрации Волгограда изменить охранные зоны ансамбля на Мамаевом кургане с тем, чтобы разрешить высотную застройку на прилегающей территории. В администрации опровергли данные планы. При этом администрация региона подтвердила, что проект изменения охранных зон существует. Позднее Министерство культуры Российской Федерации одобрило проект изменения охранных зон и застройку прилегающей к Мамаеву кургану территории.
На непубличность прежде одной из наиболее ярких медийных персонажей местного политбомонда обратил внимание и политолог Виталий Арьков. При этом он отметил, что Виталий Лихачёв относится к числу тех, «кто обладает востребованными в современной политической системе навыками выживать при любом руководителе. Вне зависимости, поднимается ли он карьерно вверх, перемещается ли по горизонтали — это всегда движение вперед». Складывалось впечатление, что городом руководит губернатор Андрей Бочаров. Однако за несколько месяцев до выборов в Государственную думу 2021 года стиль поведения Виталия Лихачёва резко изменился. В качестве кандидата в депутаты от «Единой России» он вновь стал медийной фигурой.
Последний всенародно избранный глава Волгограда Роман Гребенников не увидел позитивных результатов деятельности Лихачёва на своём посту, особо отметив при этом «уничтожение трамвайного парка и сокращение троллейбусного парка». Политолог и член регионального штаба ОНФ Константин Глушенок охарактеризовал Лихачёва как «ходячую тень губернатора Андрея Бочарова», не проявляя при этом никакой активности даже в тех вопросах, которые находились в непосредственной компетенции главы Волгограда.

### Государственная дума
На выборах в Государственную думу 2021 года входил в тройку кандидатов «Единой России» от Волгоградской области. После того как возглавлявший список губернатор Андрей Бочаров отказался от мандата, Виталий Лихачёв получил возможность стать депутатом Государственной думы VIII созыва.
Не голосовал за законопроект об освобождении от оплаты жилых помещений и коммунальных услуг ветеранов Великой Отечественной войны.

## Санкции
23 февраля 2022 года внесён в санкционные списки стран Евросоюза за действия и политику, которые подрывают территориальную целостность, суверенитет и независимость Украины и еще больше дестабилизируют Украину.
24 февраля 2022 года включён в санкционный список Канады «близких соратников режима» за голосование о признании независимости «так называемых республик в Донецке и Луганске».
24 марта 2022 года, на фоне вторжения России на Украину, включён в санкционный список США за «соучастие в войне Путина» и «поддержку усилий Кремля по вторжению в Украину», Госдеп США заявил что депутаты Госдумы используют свои полномочия для преследования инакомыслящих и политических оппонентов, нарушают свободу информации, ограничивают права человека и основные свободы граждан России.
Позднее, по аналогичным основаниям, включён в санкционные списки Великобритании, Швейцарии, Австралии, Украины и Новой Зеландии.

## Семья
Супруга Людмила, имеет двоих детей: сын и дочь. Сын Александр входит в число 50 богатейших предпринимателей Волгоградской области. Дочь Татьяна обучалась в Великобритании и проживает в Лондоне.
С 2007 по 2017 год Виталий Лихачёв, Людмила Лихачёва, Виталий Лихачёв, Татьяна Лихачёва являлись учредителями зарегистрированной в Чехии компании. В 2008 года Людмила Лихачёва стала учредителем ещё одной компании в Чехии.

## Награды
- Медаль «Совет Федерации. 15 лет»
- Почётный гражданин городского поселения город Краснослободск (май 2008 года)
- Почетный гражданин городского округа город Волжский (июнь 2008 года)
- Благодарность Центральной избирательной комиссии Российской Федерации за успешную работу по подготовке и проведению выборов Президента Российской Федерации
- Орден преподобного Андрея Иконописца III степени (2021)[72]
- Орден «Слава нации» (Международный благотворительный фондом «Меценаты Столетия», август 2006 года)[1]
- Почётные граждане города-героя Волгограда (2022)[73]